# Alpha Diallo (baloncestista)
Alpha S. Diallo (New York City, New York, 29 de julio de 1997) es un baloncestista estadounidense, con nacionalidad guineana, que pertenece a la plantilla del AS Mónaco Basket de la Pro A, la máxima división francesa. Con 2,01 metros de estatura, juega en la posición de alero.

## Trayectoria deportiva

### Universidad
Jugó cuatro temporadas con los Friars de la Universidad de Providence en Rhode Island. En la temporada 2019-20 fue elegido para el segundo equipo All-Big East, en la que promedió 14,1 puntos, 7,8 rebotes, 2,5 asistencias y 1,6 robos por partido.

### Profesional
Tras no ser elegido en el draft de la NBA de 2020, el 9 de septiembre de 2020 se comprometió con el Lavrio B.C. de la A1 Ethniki, la primera división griega.
El 19 de julio de 2021, firma por el Panathinaikos B. C. de la A1 Ethniki.
El 30 de agosto de 2021, rescinde su contrato con Panathinaikos B. C. y firma para la temporada 2021-22 por el AS Mónaco Basket de la Pro A, la máxima división francesa.

### Selección nacional
Representó a Estados Unidos en los Juegos Panamericanos de Lima (Perú) en 2019, con el que ganaría la medalla de bronce y sus estadísticas en ese evento fueron de 5 partidos con unos promedios de 15 puntos, 5,6 rebotes y 1,2 asistencias por partido.